# Rótulo (computação)
Em computação, um rótulo (do inglês label) é um elemento de interface gráfica (isto é um componente widget) que contém algum texto como uma explicação sobre aquele widget relativo ou informação necessária para usuário.
Dependendo do gerenciador de janela ou aplicação em uso, existem muitos estilos de apresentação gráfica de rótulo.